# Четвергов, Евгений Владимирович
Евгений Владимирович Четверго́в (эрз. Нуянь Видяз; 30 марта 1934, Ардатово, Дубенский район, Мордовская АССР) — советский учёный-агроном, эрзянский и русский писатель, главный редактор независимой газеты «Эрзянь Мастор».

## Биография
После окончания Дубенской средней школы (1952) работал рабочим сцены Театра юного зрителя имени Максима Горького в городе Баку. С 1953 года — заведующим сельским клубом в родном селе. В 1954—1959 гг. — студент агрономического факультета Пензенского сельскохозяйственного института. После шести лет работы агрономом в совхозах Ардатовского и Ковылкинского районов Мордовии поступил в аспирантуру Мордовского университета (1965) и на протяжении 28 лет (1968—1996 гг.) — преподаватель университета. Учёная степень — кандидат сельскохозяйственных наук, доцент.

## Общественная деятельность
Нуянь Видяз — один из создателей национального движения «Масторава» (1989—1990 гг.), организатор Фонда спасения эрзянского языка (1993), с 1994 года — главный редактор общественно-политической газеты «Эрзянь Мастор».
Печатается в журналах «Сятко», «Чилисема», «Сибирские огни» на эрзянском и русском языках. Из-под пера Евгения Четвергова вышли следующие книги: «Сиреневая луна», «Велень вайгельть» («Деревенские голоса»), «Сырнень чаволят», «Иень тюст» («Краски года»), «Янгамо» («Разруха»).